# الشعوب (بعدان)

تعديل مصدري - تعديل

الشعوب محلة تابعة لقرية جاحة، التابعة لعزلة بني منصور بمديرية بعدان إحدى مديريات محافظة إب في الجمهورية اليمنية، بلغ تعداد سكانها 140 حسب تعداد اليمن لعام 2004.